# Grape
Grape è il primo album in studio ufficiale della band statunitense 100 Monkeys.
Contiene tracce di Spencer Bell, amico musicista della band morto nel 2006. Una collaborazione con Shawn Fernando dei Stevedores.
L'album è composto da 12 inediti della band, un inedito di Spencer Bell, The Monkey Song, e la versione album del brano Sleeping Giants.

## Tracce
1. Clippity Clop – 3:08
2. The Monkey Song (Seedless) – 3:30 (Spencer Bell)
3. Arizona – 4:01
4. Sweet Face (Seedless) – 3:53
5. Orson Brawl – 4:51
6. Looker – 5:38
7. Junkie – 3:16
8. Sleeping Giants – 3:32
9. Reaper – 2:46
10. .38 Special – 4:41
11. Poison Oak – 3:57
12. LDF – 4:34
13. Wings on Fire – 4:46
14. Grocery Store No More – 6:10